# Anse Rouge (ort)
Anse Rouge är en ort i Haiti.   Den ligger i departementet Artibonite, i den nordvästra delen av landet, 140 km nordväst om huvudstaden Port-au-Prince. Anse Rouge ligger 13 meter över havet och antalet invånare är 4 437.
Terrängen runt Anse Rouge är huvudsakligen platt, men norrut är den kuperad. Havet är nära Anse Rouge åt sydväst.  Anse Rouge är det största samhället i trakten. 